# Garovaglia crispata
Garovaglia crispata là một loài Rêu trong họ Pterobryaceae. Loài này được Tixier miêu tả khoa học đầu tiên năm 1974.